# Bullworker

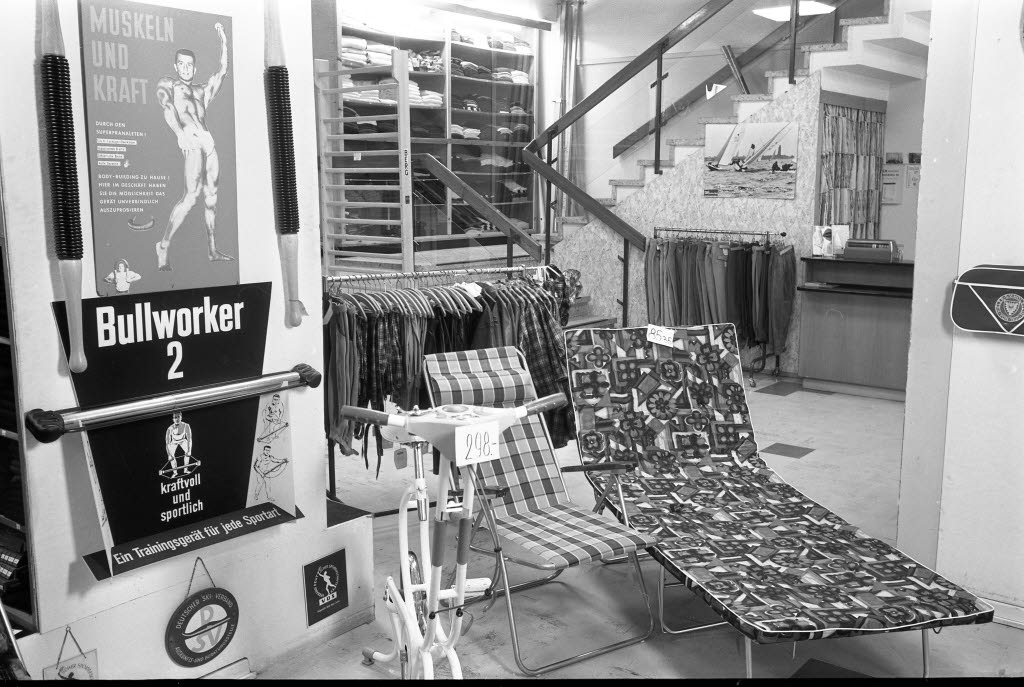
Ausstellung in einem Kieler Bekleidungsgeschäft (1963)

Bullworker ist der Name eines Fitnessgeräts, das ursprünglich für isometrische Übungen gedacht war. Der Bullworker wurde 1962 von Gert F. Kölbel, einem deutschen Sportler, Erfinder und Unternehmer, erfunden.

## Vorgängergerät

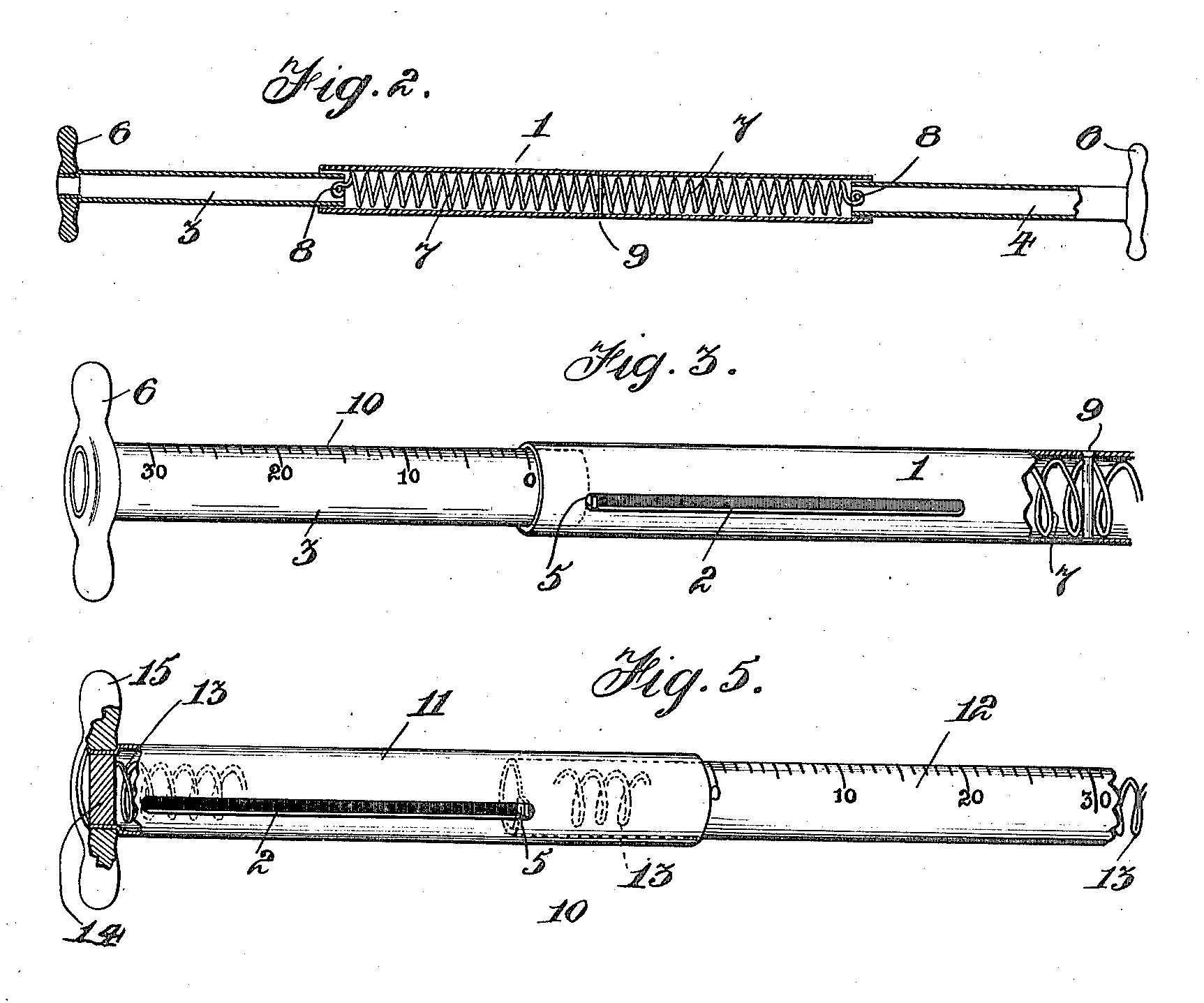
Bild aus dem Patent von Pons’ Übungsgerät

1912 meldete Arthur A. Pons, ein Amerikaner aus Brooklyn, ein Patent für ein Trainingsgerät an, das der Vorläufer des Bullworkers war.
Tatsächlich ähnelte dieses Gerät dem ersten Bullworker, außer dass es noch keine seitlichen Kabel besaß: Es bestand aus drei Teleskop-Federzylindern mit einer Hülse in der Mitte, an deren äußersten Enden zwei Griffe angebracht waren. Im US-Patent heißt es: „Die Erfindung besteht im Wesentlichen aus einer neuartigen Konstruktion und Anordnung von Teilen, durch die federbelastete Teleskopelemente auf eine besondere Art und Weise in ein Übungsgerät eingebaut werden, die im Folgenden näher beschrieben wird. Gegenstand der Erfindung ist die Konstruktion eines tragbaren Übungsgerätes, insbesondere für die Entwicklung der Brust- und Armmuskulatur, das aufgrund der Austauschbarkeit des Federelementes sowohl für ältere als auch für jüngere Menschen geeignet ist, und allgemein ein mit den Händen und Armen zu bedienendes Übungsgerät einfacher Bauart, kostengünstig in der Herstellung, langlebig und in seinen Teilen austauschbar.“

## Isometrische Übungen
In den 1950er Jahren beobachteten die deutschen Wissenschaftler Erich Albert Müller und Theodor Hettinger, „dass Kontraktionen, die weniger als ein Drittel der Maximalkraft beanspruchen, nicht zur Muskelentwicklung führen. Wenn die Kontraktion eines Muskels ein Drittel seiner Maximalkraft übersteigt, nimmt seine Masse und damit auch seine Kraft zu“.
Gemeinsam entwickelten sie ein auf isometrischen Übungen basierendes Trainingsprogramm und Theodor Hettinger veröffentlichte das Buch Physiology of Strength.

## Bullworker

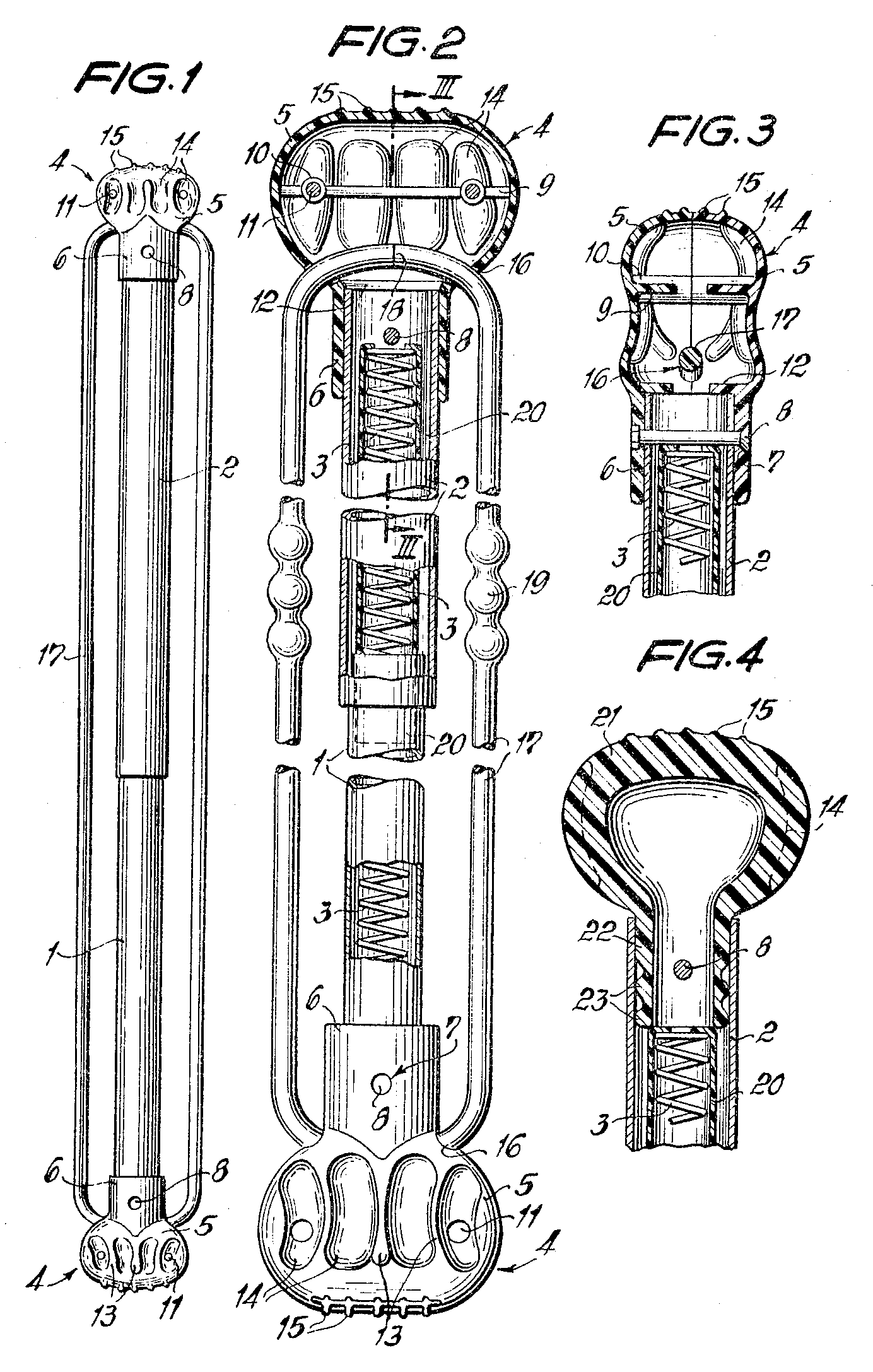
Tensolator: US-Patent

Anfang der 1960er-Jahre nutzte und verbesserte Gert F. Kölbel die Pons-Maschine, um den Tensolator zu entwickeln, aus dem später der Bullworker wurde, ein leicht transportables Fitnessgerät, und entwarf ein Trainingsprogramm, das hauptsächlich auf dem Prinzip der isometrischen Übungen basierte. Durch die zusätzlichen Seitenkabel kann es sowohl für Kontraktions- als auch für Extensionsbewegungen verwendet werden, mit Bewegungsumfang für alle wichtigen Muskelgruppen in einem einzigen leichten und kompakten Fitnessgerät.
Der ursprüngliche Bullworker besteht aus zwei federbelasteten Teleskopzylindern mit einer Hülse in der Mitte und zwei an den Enden angebrachten Griffen. An den Griffen sind an jedem Ende zwei gegenüberliegende Kabel befestigt. Die Einheit wiegt etwa 1,8 Kilogramm. Die Übungen werden durchgeführt, indem die Zylinder nach innen gedrückt werden, die Kabel nach außen von den Zylindern weggezogen werden oder eine beliebige Variation davon. Die daraus resultierende Kompression der inneren Feder erzeugt den gewünschten Widerstand. Der Bullworker kehrt in seine ursprüngliche Position zurück, wenn der Druck nachlässt. Bis zu 68 Kilogramm oder mehr Widerstand sind während der Übungen möglich.

## Neuere Versionen des Bullworkers
Seit der Markteinführung des Bullworkers wurden modernisierte Versionen entwickelt, darunter der Bullworker X5, der ein Doppelschlaufensystem anstelle von Seitenkabeln bietet. Die isometrischen Konzepte des Bullworkers zur Verbesserung der Fitness bleiben jedoch gleich.